# Adam Gryczyński
Adam Gryczyński (ur. 24 listopada 1957 w Krakowie) – polski artysta fotograf, publicysta. Członek rzeczywisty Okręgu Świętokrzyskiego Związku Polskich Artystów Fotografików. Członek rzeczywisty i członek honorowy Krakowskiego Klubu Fotograficznego. Członek Społecznego Komitetu Odnowy Zabytków Krakowa.

## Życiorys
Adam Gryczyński absolwent pedagogiki Uniwersytetu Jagiellońskiego w Krakowie (1981), związany z małopolskim oraz świętokrzyskim środowiskiem fotograficznym – od 1991 roku mieszka w Nowej Hucie. Fotografuje aktywnie od 1976 roku – wówczas został przyjęty w poczet członków rzeczywistych Krakowskiego Klubu Fotograficznego. Od 1983 roku pracuje w Nowohuckim Centrum Kultury, jako kierownik działu fotograficzno-filmowego oraz kurator Foto-Galerii NCK. Miejsce szczególne w jego twórczości zajmuje fotografia architektury, fotografia dokumentalna, fotografia krajobrazowa oraz fotografia reportażowa.
Adam Gryczyński jest autorem i współautorem wielu wystaw fotograficznych; w Polsce i za granicą; indywidualnych, zbiorowych, poplenerowych, pokonkursowych. Jego fotografie były prezentowane m.in. w Brazylii, Chorwacji, na Litwie, w Niemczech, Norwegii, Rosji, Stanach Zjednoczonych, na Węgrzech, we Włoszech oraz w Polsce. W ramach kurateli nad Foto-Galerią NCK – zorganizował ponad 400 wystaw fotograficznych, w których łącznie uczestniczyło ponad 500 twórców. Jest organizatorem, współorganizatorem i uczestnikiem ponad 50 plenerów fotograficznych – m.in. w Nowej Hucie, Pieninach, Tatrach. W 2002 roku został przyjęty w poczet członków rzeczywistych Okręgu Świętokrzyskiego Związku Polskich Artystów Fotografików (legitymacja nr 842).

## Wystawy indywidualne (wybór)
- „Remuh” (1986), „Krajobrazy z Nowej Huty” (1993)
- „Migawki z Turcji” (1993)
- „Poranek w Krakowie” (1994)
- „W duchu świętego Franciszka” (1996)
- „Foto-grafizacje” (1997)
- „Obrazki na koniec wieku” (1999)
- „Wenecja od rana do wieczora” (2000)
- „Już nie idą w cerkiew gromady” (2002)
- „Powroty do przeszłości” (2002)

Źródło

## Odznaczenia
- Medal 150-lecia Fotografii (1989)[7]
- Srebrna Odznaka Honorowa Federacji Amatorskich Stowarzyszeń Fotograficznych w Polsce (1992)[7]
- Odznaka „Zasłużony Działacz Kultury”[5]
- Odznaka „Honoris Gratia”[5]

## Nagrody i wyróżnienia
W 1990 roku otrzymał Nagrodę Wydziału Kultury Urzędu Miasta Krakowa, w 1999 roku został laureatem Nagrody Honorowej im. Fryderyka Kremsera - za wybitne osiągnięcia w popularyzacji fotografii krajoznawczej. W 2007 roku za książkę Czas zatrzymany. Fotografie z lat 1883–1963, wydaną w 2006 roku – otrzymał Nagrodę Krakowska Książka Miesiąca. W 2013 roku został laureatem Nagrody Województwa Małopolskiego im. Romana Reinfussa za wybitne i szczególne osiągnięcia w dziedzinie zachowania lokalnej tożsamości kulturowej w Małopolsce.

## Redakcja wydawnictw
- Franciszek Twaróg – nauczyciel z Luboczy (2006)
- Czas zatrzymany (2006)
- Nowa Huta – najmłodsza siostra Krakowa (2007)
- Czas zatrzymany 2 (2008)
- Nowa Huta – nowa ewangelizacja (2009)
- Aniołów krakowskich pieśń dla Jana Pawła II

Źródło